# مناورات الرمح السريع

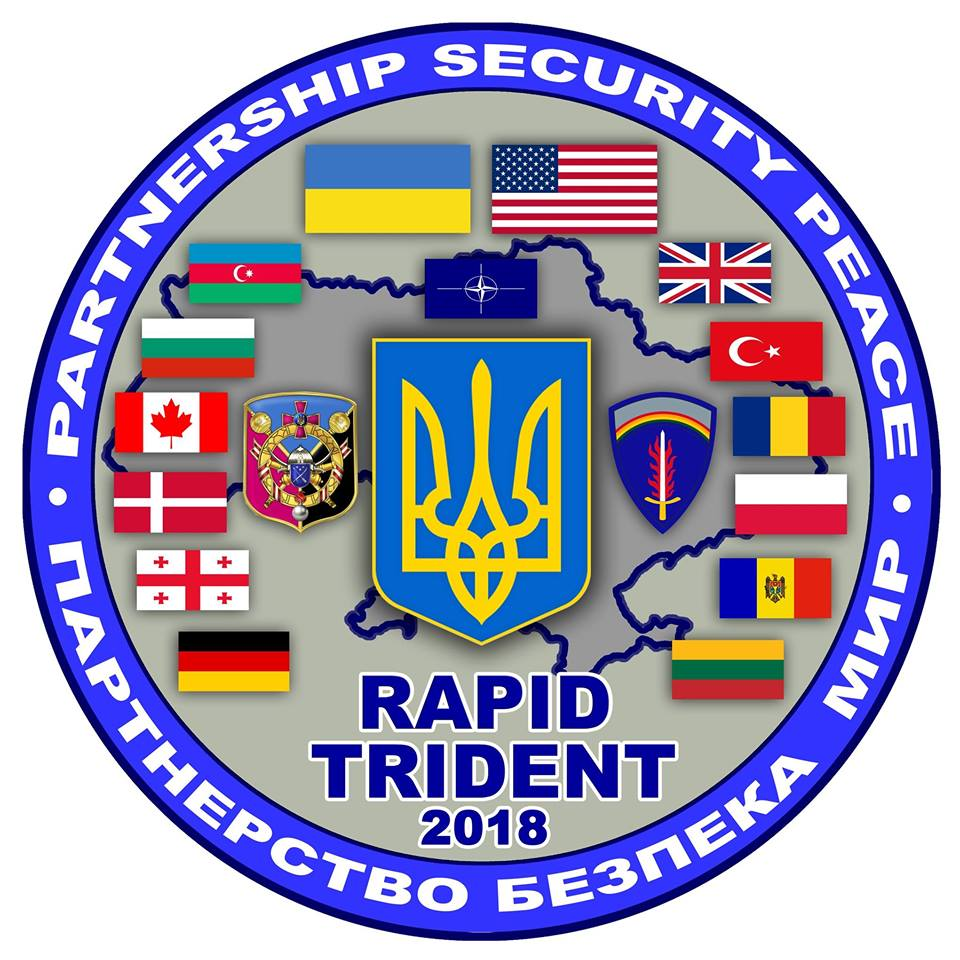

مناورات الرمح السريع أو (بالإنجليزية: Rapid Trident Maneuvers)‏ هي مناورات عسكرية مشتركة تقام بين كل من أوكرانيا والولايات المتحدة الأمريكية.